# Ideoblothrus papillon
Espèce
Ideoblothrus papillon est une espèce de pseudoscorpions de la famille des Syarinidae.

## Distribution
Cette espèce est endémique du Pilbara en Australie-Occidentale,. Elle se rencontre dans la chaîne du Cap dans la grotte Papillon Cave.

## Description
Le mâle holotype mesure 2,32 mm et la femelle paratype 2,67 mm.

## Étymologie
Son nom d'espèce lui a été donné en référence au lieu de sa découverte, Papillon Cave.

## Publication originale
- Harvey, 1991 : The cavernicolous pseudoscorpions (Chelicerata: Pseudoscorpionida) of Cape Range, Western Australia. Records of the Western Australian Museum, vol. 15, no 3, p. 487-502 (texte intégral).